# Ramon-Enric Bassegoda i Amigó
Ramon-Enric Bassegoda i Amigó (la Bisbal d'Empordà, Baix Empordà, 6 d'octubre de 1856 — Barcelona, 22 d'abril de 1921) fou un metge i poeta català.

## Biografia
Era fill de Bonaventura Bassegoda i Mateu, natural d'Espolla, Alt Empordà, i d'Anna Amigó i Ferrer, de Barcelona, i tenia dos germans, els arquitectes Joaquim i Bonaventura Bassegoda i Amigó, i una germana, Josepa.
La familia es traslladà a Barcelona pocs anys després del seu naixement. A Barcelona obtingué el títol de batxiller (1871) i estudià la carrera a la Facultat de Medicina, si bé el títol l'obtingué a Madrid (1880). Començà a exercir com a metge rural a Sant Esteve Sesrovires, al Baix Llobregat i posteriorment tornà a La Bisbal, on exercí la medicina durant deu anys. El 1897, a instàncies del seu amic, el també metge i poeta Jacint Laporta es traslladà a Sants (que aquell mateix any s'annexionà a Barcelona), on hi exercí de metge tota la resta de la seva vida i on esdevingué molt apreciat professionalment i pels seus valors humans. A la seva mort l'Ajuntament li dedicà un carrer, que uneix el carrer de la Riera Blanca amb el carrer de Sants.
Fou membre actiu del moviment catalanista de finals del segle xix i del tombant de segle. El 1880 fou membre del Primer Congrés Catalanista. El 1888 va signar el Missatge a la Reina Regent Maria Cristina en el que es demanava autonomia per a Catalunya. El 1899 era president de l'agrupació "Los Segadors" de Sants, adherida a la Unió Catalanista. Fou delegat de la Unió Catalanista els anys 1892, 1893, 1894, 1901 i 1904.

## Activitat cultural i literària
Va prendre part en el moviment dels Jocs Florals. Fundà el setmanari La Llar (1874), col·laborà a Las Quatre Barres, La Renaixensa, Lo Gai Saber i Revista de Gerona i dirigí, des del 1880, La Ilustració Catalana.
Participà com a membre efectiu al Primer Congrés Internacional de la Llengua Catalana (1906). Formà part dels qui s'oposaven als plantejaments lingüistics de l'Institut d'Estudis Catalans i, en tal línia, fou membre de l'Acadèmia de la Llengua Catalana.
És autor dels llibres de poemes Breviari d'amor: anacreòntiques i elegies (Terrassa, 1885), i Quatre versos (1892), Pedres augustes i Poesies completes (Barcelona, 1906).
Va traduir al català alguna de les Odes d'Horaci i algunes poesies de Lorenzo Stecchetti, d'Alfred de Musset, i dels parnassians francesos Sully Prudhomme i José María de Heredia.

### Obra pròpia
- Bassegoda, Ramon E. Poesíes completes.  Barcelona: Imprenta Elzeviriana, 1906 [Consulta: 20 febrer 2016]. Arxivat 25 de febrer 2016 a Wayback Machine.

### Obres de referència
- Franquesa i Gomis, Josep «En Ramon Enrich Bassegoda (necrològica) (1ª part)». Catalana, Revista, Núm. 94, 15-05-1921, pàgs. 193-195.
- Franquesa i Gomis, Josep «En Ramon Enrich Bassegoda (necrològica) (2ª i darrera part)». Catalana, Revista, Núm. 95, 31-05-1921, pàgs. 217-221.
- Bassegoda i Nonell, Joan «Ramon Enric Bassegoda i Amigó (1856-1921), metge i poeta, en el LXXV aniversari de la seva mort». Gimbernat: revista catalana d'història de la medicina i de la ciència. Seminari Pere Mata de les Unitats de Medicina Legal i Laboral i d'Història de la Medicina del Departament de Salut Pública de la Universitat de Barcelona [Barcelona], Vol. XXV, 1996, pàgs. 29-37. ISSN: 2385-4200.
- Calbet i Camarassa, Josep M.; Montañà i Buchaca, Daniel. «Bassegoda i Amigó, Ramon Enric». A: Metges i farmacèutics catalanistes (1880 - 1906).  Valls: Edicions Cossetània, maig del 2001, pàgs. 31-32. ISBN 9788495684059.